# Великомошковецька сільська рада
Великомошковецька сільська рада — колишня адміністративно-територіальна одиниця та орган місцевого самоврядування у Коднянському (Солотвинському), Бердичівському і Андрушівському районах Житомирської, Бердичівської округ, Київської й Житомирської областей УРСР та України з адміністративним центром у с. Великі Мошківці.

## Населені пункти
Сільській раді були підпорядковані населені пункти:
- с. Великі Мошківці

## Населення
Кількість населення ради, станом на 1923 рік, становила 1 694 особи, кількість дворів — 350.
Відповідно до перепису населення СРСР 17 грудня 1926 року, чисельність населення ради становила 1 804 особи, з них за статтю: чоловіків — 854, жінок — 950; етнічний склад: українців — 1 798, росіян — 4, поляків — 1, інші — 1. Кількість домогосподарств — 424.
Відповідно до результатів перепису населення СРСР, кількість населення ради, станом на 12 січня 1989 року, становила 670 осіб.
Станом на 5 грудня 2001 року, відповідно до перепису населення України, кількість мешканців сільської ради становила 534 особи.

## Склад ради
Рада складалася з 12 депутатів та голови.

### Керівний склад сільської ради
| ПІБ                          | Основні відомості                                                                      | Дата обрання | Дата звільнення |
| ---------------------------- | -------------------------------------------------------------------------------------- | ------------ | --------------- |
| Пастернак Руслана Степанівна | Сільський голова , 1961 року народження, освіта, член народної партії                  | 26.03.2006   | 31.10.2010      |
| Постернак Руслана Степанівна | Сільський голова , 1961 року народження, освіта вища, член Української Народної Партії | 31.10.2010   |                 |

Примітка: таблиця складена за даними джерела

## Історія
Створена 1923 року в с. Великі Мошківці Коднянської волості Житомирського повіту Волинської губернії. Станом на 17 грудня 1926 року на обліку перебувають хутори Наумців, Сокола, Фещука, економія Великі Мошківці та комуна «ІІІ Інтернаціонал». Станом на 1 жовтня 1941 року хутори Наумців, Сокола, Фещука не перебувають на обліку населених пунктів.
Станом на 1 вересня 1946 року сільрада входила до складу Андрушівського району Житомирської області, на обліку в раді перебували с. Великі Мошківці та х. Млинок.
29 червня 1960 року х. Млинок приєднано до с. Великі Мошківці.
Станом на 1 січня 1972 року сільська рада входила до складу Андрушівського району Житомирської області, на обліку в раді перебувало с. Великі Мошківці.
Припинила існування 24 листопада 2015 року через об'єднання до складу Червоненської селищної територіальної громади Андрушівського району Житомирської області.
Входила до складу Коднянського (Солотвинського, 7.03.1923 р.), Андрушівського (17.06.1925 р., 4.01.1965 р.) та Бердичівського (30.12.1962 р.) районів.